# دیپپیتیا
دیپپیتیا (به لاتین: Dippitiya) یک منطقهٔ مسکونی در سری‌لانکا است که در استان ساباراگامووا واقع شده‌است.